# Phyllanthus orbiculatus
Phyllanthus orbiculatus är en emblikaväxtart som beskrevs av Louis Claude Marie Richard. Phyllanthus orbiculatus ingår i släktet Phyllanthus och familjen emblikaväxter. Inga underarter finns listade i Catalogue of Life.